# Monique Knol
Monique Knol (31 marzo 1964) è un'ex ciclista su strada olandese.

## Palmarès

### Olimpiadi
- 2 medaglie:
  - 1 oro (corsa in linea a Seul 1988)
  - 1 bronzo (corsa in linea a Barcellona 1992)

### Strada
- 1987 (cinque vittorie)

Prologo Tour de l'Aude Cycliste Féminin
3ª tappa Postgiro féminin
4ª tappa Postgiro féminin
2ª tappa Tour de France femminile
8ª tappa Tour de France femminile
- 1988 (quattro vittorie)

Campionati olandesi, prova in linea
Prologo Tour de France femminile
2ª tappa Tour de France femminile
Giochi olimpici, Prova in linea
- 1989 (otto vittorie)

Prologo Tour de l'Aude Cycliste Féminin
7ª tappa Tour de l'Aude Cycliste Féminin
2ª tappa Postgiro féminin
4ª tappa Postgiro féminin
1ª tappa Tour de France femminile
2ª tappa Tour de France femminile
10ª tappa Tour de France femminile
11ª tappa Tour de France femminile
- 1990 (una vittoria)

3ª tappa Tour de l'Aude Cycliste Féminin
- 1992 (due vittorie)

1ª tappa Tour de l'Aude Cycliste Féminin
6ª tappa Tour de l'Aude Cycliste Féminin
- 1993 (due vittorie)

1ª tappa, 1ª semitappa Tour de l'Aude Cycliste Féminin
2ª tappa Tour de l'Aude Cycliste Féminin